# فرانسيس زيزمورا
فرانسيس زيزمورا (بالبولندية: Franciszek Szymura)‏ (7 ديسمبر 1912 – 18 مايو 1985) هو ملاكم بولندي راحل، ولد في دورتموند، مثّل بلاده في الألعاب الأولمبية الصيفية 1936.

## روابط خارجية
فرانسيس زيزمورا على موقع الاتحاد الدولي لكرة السلة (الإنجليزية)
- فرانسيس زيزمورا على موقع أوليمبيديا (الإنجليزية)
- فرانسيس زيزمورا على موقع اللجنة الأولمبية البولندية (مؤرشف) (البولندية)